# The Encyclopedia of Science Fiction
The Encyclopedia of Science Fiction è un'enciclopedia in lingua inglese specializzata nella fantascienza, pubblicata a partire dal 1979. Dall'ottobre 2011 la terza edizione è disponibile online gratuitamente.
È la maggiore opera di riferimento sul tema. Ha vinto un premio Hugo nel 1994 come miglior libro di saggistica (non fiction).

## Storia editoriale

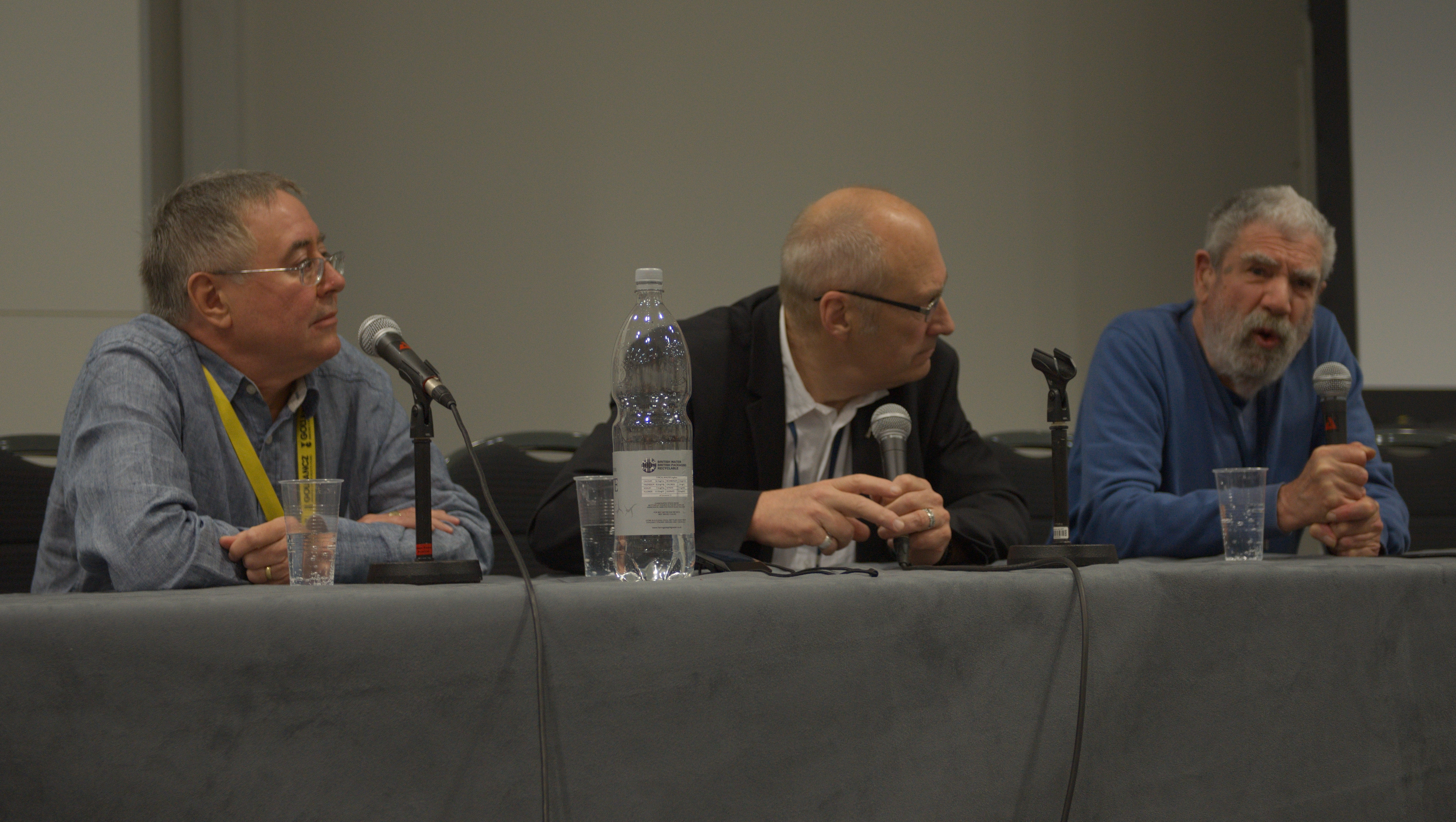
Malcolm Edwards, John Clute e Peter Nicholls che discutono dei primi tempi della Encyclopedia of Science Fiction alla Loncon, Worldcon 2014, Londra.

La prima edizione, curata da Peter Nicholls con John Clute, fu pubblicata dall'editore Granada nel 1979. Fu ribattezzata The Science Fiction Encyclopedia quando venne pubblicata da Doubleday negli Stati Uniti. Ad accompagnare il testo stampato vi erano numerose fotografie in bianco e nero che illustravano autori, copertine di libri e riviste, fotogrammi di film e televisione ed esempi di opere artistiche.
Nel 1993 ne venne pubblicata una seconda edizione, curata congiuntamente da Nicholls e Clute, dalla Orbit in Gran Bretagna e da St. Martin's Press negli Stati Uniti. La seconda edizione conteneva 6571 voci e 1,3 milioni di parole, quasi il doppio delle 730.000 parole dell'edizione del 1979. L'edizione economica comprendeva un addendum. A differenza della prima edizione, le versioni stampate non contenevano illustrazioni.
Vi fu anche un'edizione in formato CD-ROM nel 1995, variamente presentata come The Multimedia Encyclopedia of Science Fiction e Grolier Science Fiction. Tale edizione conteneva aggiornamenti dei testi fino al 1995, centinaia di copertine di libri e foto di autori e videoclip tratti dalla serie di TVOntario Prisoners of Gravity.
Il volume accompagnatore, pubblicato dopo la seconda edizione a stampa e seguendo strettamente il suo formato, è The Encyclopedia of Fantasy.
Tutte le edizioni stampate e su CD-ROM sono esaurite. Nel luglio del 2011, la Orion Publishing Group annunciò che la terza edizione dell'enciclopedia sarebbe stata pubblicata online entro l'anno dalla ESF Ltd in collaborazione con Victor Gollancz, l'etichetta libraria per la fantascienza della Orion. La "versione beta" (beta text) della terza edizione fu lanciata online il 2 ottobre 2011. L'enciclopedia viene aggiornata mensilmente da un gruppo di contributori accademici ed esperti e il suo completamento era previsto per la fine del 2012.
Tra i curatori nello stesso anno si aggiunse David Langford.
Le voci sono firmate in fondo con le iniziali dei rispettivi autori.

## Contenuti
The Encyclopedia of Science Fiction contiene lemmi organizzati nelle categorie di autori, temi, media e cultura, a loro volta suddivisi in sottocategorie come terminologia, fantascienza nei diversi Paesi, film, cineasti, televisione, riviste, fanzine, fumetti, illustratori, editori, antologie originali, premi e miscellanea.
L'edizione online della Encyclopedia of Science Fiction è stata resa disponibile nell'ottobre del 2011 con 12.230 voci, per un totale di 3.200.000 parole (quasi il doppio della seconda edizione cartacea). I curatori prevedevano che avrebbe raggiunto i 4 milioni di parole al suo completamento alla fine del 2012; l'annuncio che tale soglia era stata superata fu effettivamente dato il 21 gennaio 2014. Nel marzo 2015 il sito aveva superato le 15.700 voci.
Le immagini sono state aggiunte al sito il 15 maggio 2013 in una sezione apposita e nel marzo 2015 erano oltre 13.000.

## Edizioni
- Peter Nicholls (a cura di), The Encyclopedia of Science Fiction: An Illustrated A to Z, I edizione, St Albans, Herts, Gran Bretagna, Granada Publishing Ltd., 1979,  p. 672, ISBN 978-0-246-11020-6.[11]
- John Clute, Peter Nicholls (a cura di), The Encyclopedia of Science Fiction, II edizione, London, Orbit Books, 1993,  pp. xxxvi + 1370, ISBN 978-1-85723-124-3.[12]
- John Clute, Peter Nicholls (a cura di), The Encyclopedia of Science Fiction, III edizione, New York, St. Martin's Press, 1995,  pp. xxxvi + 1386, ISBN 978-0-312-13486-0.[12]
- John Clute, Peter Nicholls (a cura di), The Multimedia Encyclopedia of Science Fiction, CD-ROM (III edizione aggiornata), Danbury, CT, Grolier Science Fiction, 1995, ISBN 978-0-7172-3999-3.[12]
- John Clute, Peter Nicholls (a cura di), The Encyclopedia of Science Fiction, III edizione aggiornata, London, Orbit Books, 1999,  pp. xxxvi + 1396, ISBN 978-1-85723-897-6.[12]
- Peter Nicholls, John Clute (a cura di), The Encyclopedia of Science Fiction, III edizione online, Gollancz, 2011-.